# Pheidole minor
Pheidole minor är en myrart som först beskrevs av Jerdon 1851.  Pheidole minor ingår i släktet Pheidole och familjen myror. Inga underarter finns listade i Catalogue of Life.